# Marija Lojk
Marija Lojk Tršar, slovenska gledališka in filmska igralka, * 28. marec 1940, Kranj.
Marija Lojk je zaigrala v več slovenskih in jugoslovanskih celovečernih filmih.

## Vloge v celovečernih filmih
- Balada o trobenti in oblaku (1961) - Justina
- Desant na Drvar (1963) - Milanova sestra
- Ključ (1965) - Sonja
- Iluzija (1967) - Ela
- Begunec (1973) - Marija
- Nobeno sonce (1984) - Mama